# Dodge Colt
La Dodge Colt è un'autovettura prodotta dalla Mitsubishi con marchio Dodge, Plymouth ed Eagle dal 1971 al 1994. Il modello è stato commercializzato quindi anche con i nomi Plymouth Champ, Plymouth Colt, Eagle Summit e Plymouth Cricket in base al mercato dove era venduto.
Dal 1971 al 1979 il modello appartenne alla categoria delle vetture compact, mentre dal 1979 al 1994 fece parte della classe delle vetture subcompact. Infatti, le vetture erano importate dal Giappone, dove erano prodotte a Kurashiki, e poi commercializzate con i vari marchi. Più precisamente, dal 1971 al 1979, cioè quando appartenevano alla categoria delle compact, i modelli furono sostanzialmente delle Mitsubishi Galant rimarchiate, mentre furono delle "gemelle" della Mitsubishi Mirage nell'altro periodo citato. Nel primo caso la trazione era posteriore, mentre nel secondo era anteriore. Nel 1994, con l'introduzione della Dodge/Plymouth Neon, la Chrysler non sentì più il bisogno di vendere modelli prodotti all'estero e successivamente importati. La Eagle Summit (altro clone della Mirage) fu però venduta fino al 1996.

## La prima serie: 1971-1973

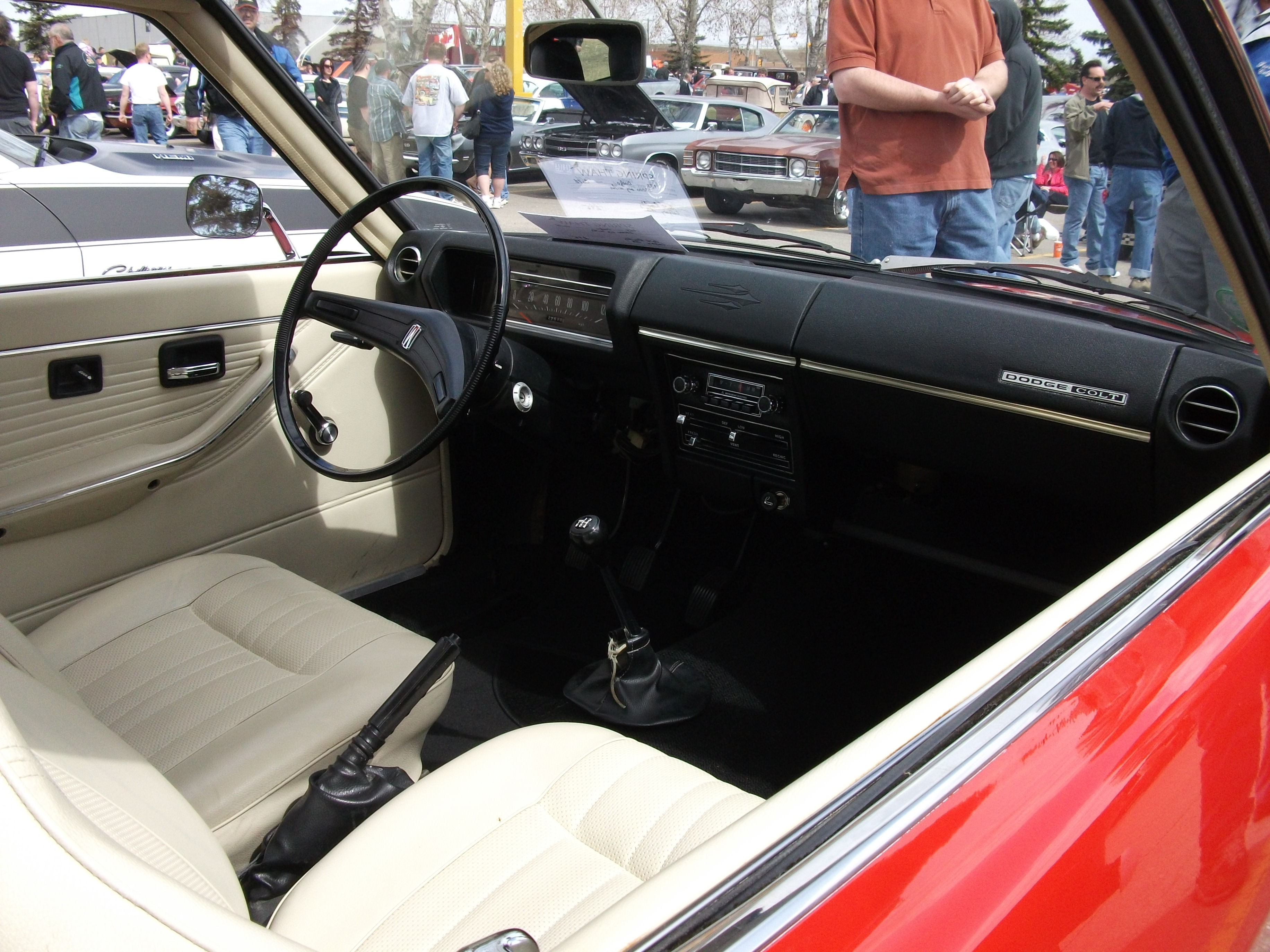
Gli interni di una Dodge Colt HT coupé del 1973

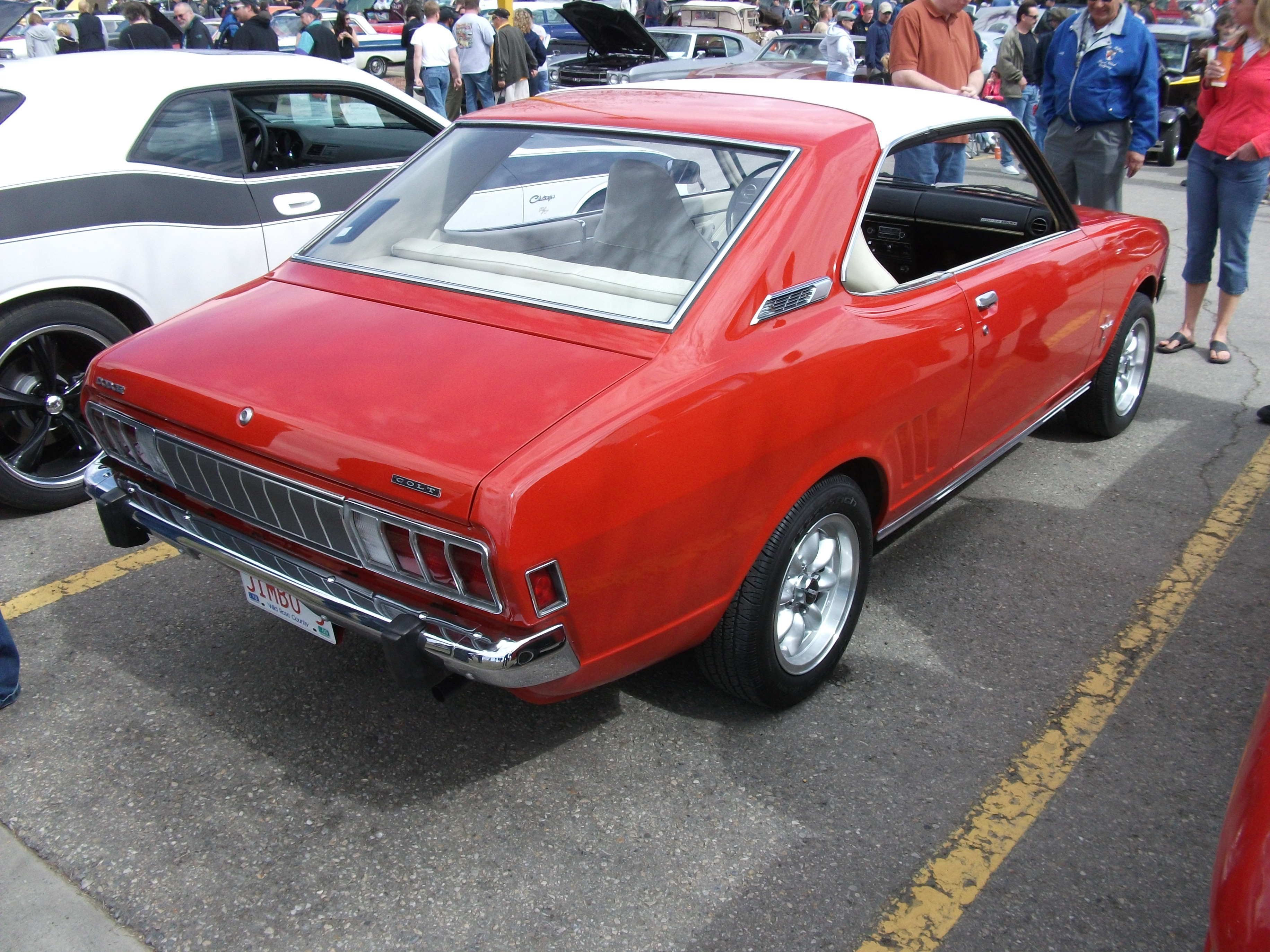
Vista posteriore di una Dodge Colt HT coupé del 1973

Introdotta nel 1970 per il model year 1971, la prima generazione di Dodge Colt era sostanzialmente un clone della prima serie della Mitsubishi Galant.
Era disponibile con quattro tipi di carrozzeria monoscocca, cioè coupé due porte, hardtop due porte, berlina quattro porte e Familiare cinque porte. Era possibile ottenerla con un solo tipo di motore, vale a dire un Mitsubishi 4G32 a quattro cilindri in linea da 1.597 cm³ di cilindrata. Il propulsore era montato anteriormente. Le sospensioni anteriori erano MacPherson, mentre quelle posteriori erano ad assale rigido. Il cambio offerto di serie era manuale quattro rapporti, mentre era disponibile tra gli optional un cambio automatico a tre rapporti. Il motore, nel primo periodo in cui fu commercializzato, produceva 100 CV di potenza. Nel 1972 quest'ultima scese infatti a 93 CV a causa dell'entrata in vigore di norme più stringenti sulle emissioni inquinanti.
Nel 1973 fu aggiunta all'offerta la versione hardtop GT, che era caratterizzata dall'avere delle decorazioni di derivazione rallistica, dalla presenza di ruote sportive e dall'avere una consolle centrale.
La Dodge Colt fu originariamente concepita per essere la risposta della Chrysler alle AMC Gremlin, Ford Pinto e Chevrolet Vega, ma essendo in sostanza una Mitsubishi e non una vera Chrysler, la prima serie della Colt alla fine finì in diretta competizione con modelli giapponesi come la Toyota Corolla e la Datsun 510.
Altri nomi con cui questa serie di Colt fu commercializzata furono Mitsubishi Colt Galant e Plymouth Cricket.

## La seconda serie: 1974-1977

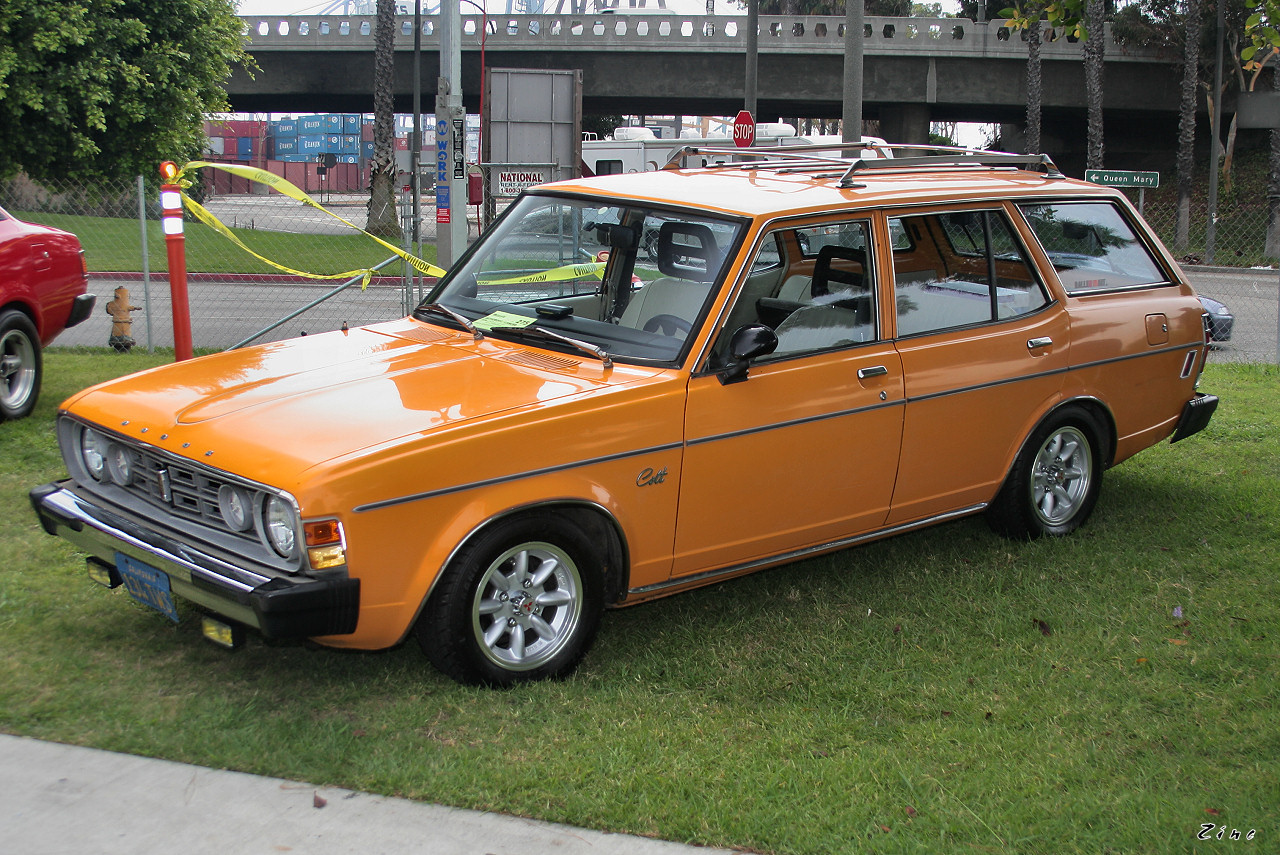
Una Dodge Colt familiare modificata: rispetto al modello originale, aveva installato dei paraurti più grandi

Basate sulla meccanica della generazione precedente, le Galant berline e coupé ebbero in dotazione dal 1973 un corpo vettura dai profili più arrotondati. Al contrario, le familiari non furono modificate e continuarono a conservare le linee precedenti. La nuova versione della vettura, che era caratterizzata dall'avere dei fanali anteriori singoli piuttosto che i fanali doppi caratterizzanti la generazione precedente, diventò, negli Stati Uniti, la nuova serie della Colt. All'inizio, i due modelli "cloni" ebbero in comune gli stessi corpi vettura.
Il motore base era il medesimo di quello della serie precedente. Fu però offerto un propulsore opzionale anch'esso a quattro cilindri in linea che aveva una cilindrata di 2 L e che era però disponibile di serie sulla coupé. Esso sviluppava 96 CV di potenza a 5.500 giri al minuto e la sua sigla identificativa era G52B. I dati erano però diversi in base alle pubblicazioni: per il motore base la potenza era compresa tra i 79 ed i 83 CV, mentre nel secondo caso essi spaziavano tra gli 89 ed i 96 CV, e quindi non si hanno valori univoci.
I cambi a tre e quattro rapporti della generazione precedente furono confermati, anche se dal 1977 fu disponibile un cambio a cinque rapporti. Quest'ultimo era comunque offerto di serie sulle coupé. Nel 1975 fu introdotta la versione Carousel, che era una coupé con paraurti più grandi, interni più lussuosi ed una verniciatura bianca e blu. Nel 1977 fu introdotta una versione del motore con contralbero di equilibratura, versione che era offerta di serie sulle coupé. L'introduzione della nuova Dodge Colt "Mileage Maker" (la terza generazione del modello) indicò che per il 1977 non ci sarebbe stata nessuna versione quattro porte appartenente alla seconda serie. La familiare era disponibile anche con il pacchetto "Estate", che includeva pannelli delle fiancate in finto legno e sedili reclinabili.
Il motore ea installato anteriormente, mentre la trazione era posteriore.
Altri nomi con cui questa serie di Colt fu commercializzata furono Mitsubishi Galant, Chrysler Galant/Valiant Galant, Plymouth Colt e Plymouth Cricket.

## La terza serie: 1977-1979

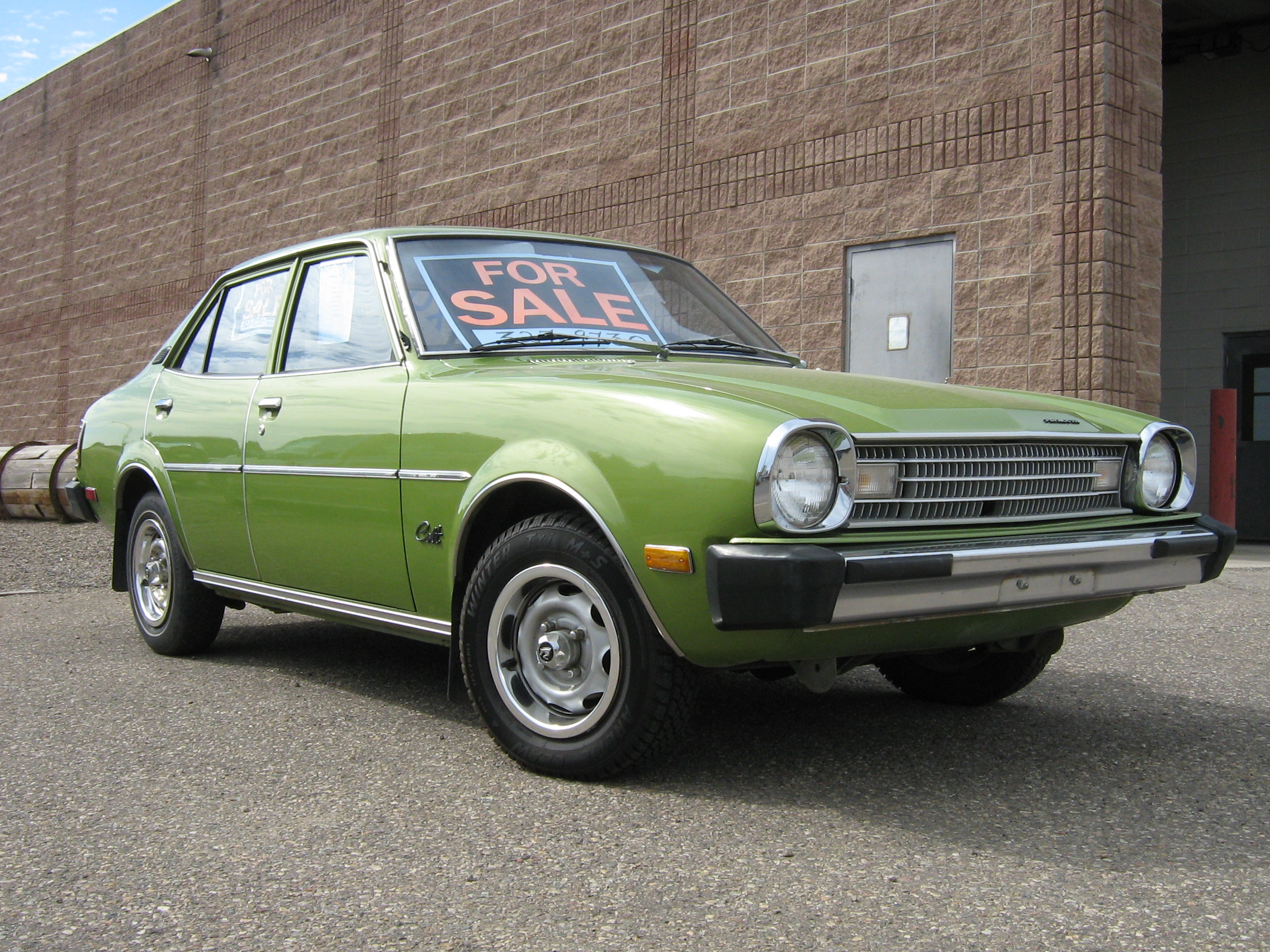
Una Plymouth Colt del 1978

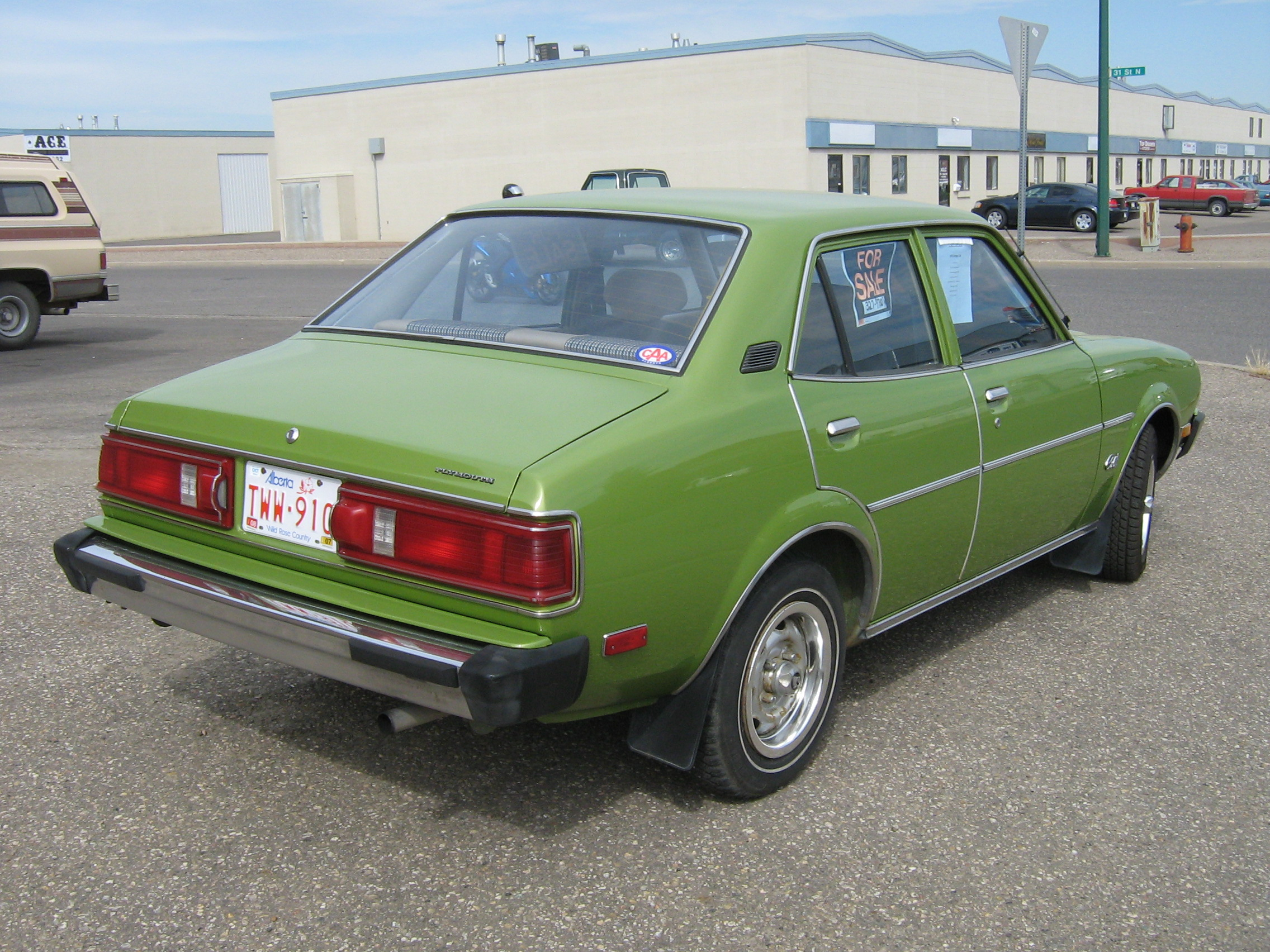
Il retro di una Plymouth Colt del 1978

La terza generazione di Dodge Colt fu commercializzata, in sostanza, in due categorie: alla prima appartenevano le berline quattro porte e le coupé due porte, che erano basate sulla Mitsubishi Lancer, mentre della seconda facevano parte le familiari cinque porte, che derivavano invece dalla Mitsubishi Galant Sigma e che vennero introdotte successivamente (1978).
Rispetto alla seconda generazione, il passo venne ridotto leggermente, ma la lunghezza totale passò da 4.346 mm a 4.130 mm. Per differenziarla dalla serie precedente, la nuova Colt fu soprannominata "Mileage Maker". Comunque, le coupé e le familiari della seconda serie restarono in produzione per una parte del model year 1977, quindi in contemporanea con la terza serie.
L'unico motore disponibile era ancora il Mitsubishi 4G32 a quattro cilindri in linea da 1.597 cm³ di cilindrata, che erogava 83 CV di potenza a 5.500 giri al minuto. Il pacchetto "Freeway Cruise" comprendeva invece il motore con contralbero di equilibratura,  il cambio a cinque rapporti (entrambi già disponibili per la generazione precedente) ed una verniciatura marrone e bianca. Nel 1978 la potenza erogata scese a 77 CV per l'introduzione del sistema "MCA-JET" a combustione magra.
Nel 1978 fu introdotta la terza serie della familiare, che era in sostanza una Mitsubishi Galant Sigma terza generazione. Aveva in dotazione lo stesso motore a combustione magra delle berline e coupé, ma era possibile scegliere anche l'opzionale propulsore "Mitsubishi Astron" a quattro cilindri in linea da 2,6 L e 105 CV. Mentre il 1979 fu l'ultimo anno per le Colt su base Lancer, la versione familiare rimase a listino fino al 1981 a fianco della quarta generazione basata sulla Mirage a trazione anteriore, anno in cui venne di fatto sostituita dalla Dodge Aries K familiare, di produzione strettamente statunitense. Le berline/coupé e le familiari differivano anche per il passo. Per le prime esso era infatti 2.340 mm, mentre per le seconde era 2.515 mm.
Gli altri nomi con cui fu commercializzata la terza serie della Dodge Colt furono Mitsubishi Galant Sigma, Chrysler Sigma, Mitsubishi Sigma e Plymouth Colt. Questa generazione di Colt fu l'ultima a trazione posteriore.

## La quarta serie: 1978-1984
| Le vendite di Colt negli Stati Uniti | Le vendite di Colt negli Stati Uniti | Le vendite di Colt negli Stati Uniti |
| Anno                                 | tre porte                            | cinque porte                         |
| ------------------------------------ | ------------------------------------ | ------------------------------------ |
| 1979                                 | 60.521                               | —                                    |
| 1980                                 | 83.711                               | —                                    |
| 1981                                 | 84.144                               | —                                    |
| 1982                                 | 52.355                               | 22.675                               |
| 1983                                 | 46.479                               | 27.192                               |
| 1984                                 | 44.724                               | 19.657                               |

Dal 1978 (model year 1979) i nomi "Dodge Colt" e "Plymouth Champ" furono associati alle Mitsubishi Mirage importate in Nord America. I modelli passarono, quindi, alla trazione anteriore. La Colt e la Champ ("Plymouth Colt" dopo il 1982) furono originariamente commercializzate solo in versione tre porte hatchback. I livelli di allestimento erano due, "Standard" e "Custom". I modelli erano disponibili, nel primo di commercializzazione, solo con un motore a quattro cilindri in linea da 1,4 L e valvole in testa che erogava 70 CV di potenza. Questo propulsore, che aveva come sigla identificativa "4G33", ottenne il punteggio più alto dall'United States Environmental Protection Agency nella categoria dei motori che consumavano meno carburante. L'anno successivo, questo motore fu affiancato dal motore "4G32" a quattro cilindri in linea da 1,6 L e 80 CV.
I cambi disponibili erano tre di tipo manuale ed uno di tipo automatico. Erano infatti offerti il "KM110" manuale a quattro rapporti ed una nuova versione di trasmissione, la "Twin Stick", che utilizzava una scatola supplementare a due velocità per fornire un totale di 8 rapporti avanti e due marce indietro. L'offerta comprendeva anche il "KM119" manuale a cinque rapporti e il "TorqueFlite" automatico a tre marce.
Nel 1982 fu aggiunta all'offerta la versione hatchback cinque porte. I nomi degli allestimenti cambiarono in "E" e "DL". Le potenze dei motori da 1,4 L e 1,6 L scesero, rispettivamente, a 64 CV e 72 CV. Nel 1984, cioè nell'ultimo anno di produzione di questa serie di Colt, fu introdotta la versione "GTS Turbo", che si affiancò alla normalmente aspirata "GTS". La versione sovralimentata aveva installato un motore da 1,6 L che erogava 102 CV e che forniva ottime prestazioni. Questa versione, inoltre era dotata del cambio "Twin Stick" e di freni anteriori ventilati.
Gli altri nomi con cui fu commercializzata la quarta serie della Dodge Colt furono Mitsubishi Mirage/Colt, Mitsubishi Lancer Fiore, Plymouth Colt e Plymouth Champ. I modelli avevano il motore montato anteriormente. 

## La quinta serie: 1984-1988
Nel 1984, per il model year 1985, fu lanciata sui mercati la Dodge/Plymouth Colt quinta generazione. Il motore base era un quattro cilindri in linea da 1.468 cm³ di cilindrata, mentre sulla berline versione "Premium" e sulle "GTS Turbo" era montato il propulsore sovralimentato da 1,6 L già disponibile sulla serie precedente. Una novità per le Colt a trazione anteriore fu la disponibilità di una carrozzeria di tipo berlina a tre volumi, sebbene non fu più proposta già dal 1986. Dal 1988 al 1991 questa versione fu denominata "Eagle Vista" in Canada. Era anche offerta una versione familiare cinque porte che era chiamata Dodge/Plymouth "Colt Vista" e che era sostanzialmente una Mitsubishi Chariot rimarchiata. La Colt familiare, che non fu mai disponibile con il motore sovralimentato, ebbe però in dotazione, quando erano presenti le quattro ruote motrici, un propulsore da 1.755 cm³. A differenza però della versione a trazione anteriore, quella integrale non ebbe mai in dotazione il cambio automatico. Mentre le Colt hatchback furono sostituite da quelle della generazione successiva nel 1989, la Colt familiare continuò ad essere disponibile fino al 1991, cioè fino all'introduzione della nuova serie, che era basata sulla RVR. Questa nuova Colt familiare era commerciata in Canada come "Eagle Vista Wagon".
Erano disponibili tre tipi di cambio, vale a dire due di tipo manuale (quattro o cinque rapporti) ed uno di tipo automatico (a tre marce).
Gli altri nomi con cui fu commercializzata la quinta serie della Dodge Colt furono Mitsubishi Mirage, Mitsubishi Colt, Mitsubishi Lance, Eagle Vista e Plymouth Colt. I modelli avevano il motore montato anteriormente. 

## La sesta serie: 1989-1992

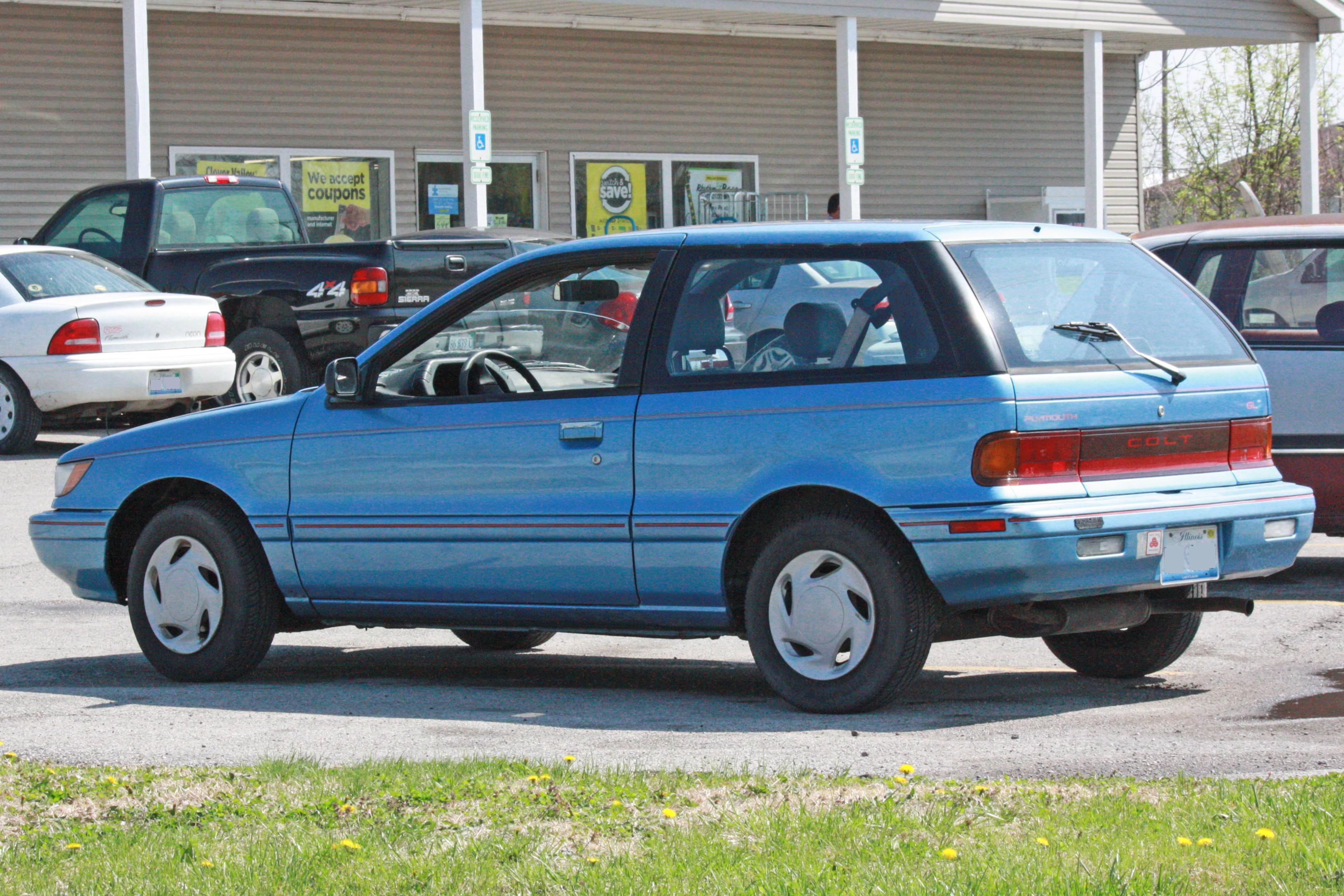
Sesta generazione di Plymouth Colt tre porte

Nel 1989 di aggiunse ai modelli cloni della Mitsubishi Mirage la "Eagle Summit".
Dopo che le Dodge Omni/Plymouth Horizon vennero tolte dal mercato nel 1990, la Colt fu la sola vettura subcompact presente nelle gamme Dodge e Plymouth. La versione berlina della Colt non venne venduta negli Stati Uniti, anche se fu commercializzata in Canada. Ciò accadde perché venne sostituita negli Stati Uniti dai modelli gemelli Dodge Shadow e Plymouth Sundance con carrozzeria hatchback. La versione berlina fu disponibile sul mercato statunitense come Eagle Summit, sebbene le Dodge/Plymouth Colt berlina fossero tornate nel 1993 come variante della generazione successiva della Summit. Le Dodge/Plymouth Colt, Eagle Summit, e Mitsubishi Mirage di questa serie erano disponibili con due tipi di motore a quattro cilindri in linea che avevano una cilindrata di 1,5 L e di 1,6 L. Quest'ultimo era disponibile anche in versione sovralimentata da 135 CV di potenza. Fu prodotto però solo nel 1989. Di questa versione ne furono fabbricati 1.500 esemplari, che erano denominati Mirage e Colt GT Turbo e che erano caratterizzati da un assetto ribassato e dalla presenza di uno spoiler, oltre che di un equipaggiamento che non si poteva trovare sui modelli regolari. Esso comprendeva i sedili regolabili elettricamente, gli alzacristalli elettrici, la chiusura centralizzata, gli specchietti retrovisori regolabili elettricamente e degli interni speciali. La versione Turbo fu inserita dalla rivista Car and Driver nell'elenco dei 10 migliori modelli del 1989. Una versione naturalmente aspirata di questo motore fu disponibile nell'anno successivo sulla Colt GT, con la potenza che venne però abbassata a 113 CV. La potenza del propulsore da 1,5 L crebbe a 82 CV grazie all'installazione di un sistema di iniezione multipoint. La velocità massima raggiunta dal modello era di 160 km/h.
La Colt versione familiare venne riprogettata nel 1991, venendo ora basata sulla RVR. Questa nuova versione fu in produzione fino al 1996.
Gli altri nomi con cui fu commercializzata la sesta serie della Dodge Colt furono Mitsubishi Mirage, Mitsubishi Lancer, Plymouth Colt e Eagle Summit. I modelli avevano il motore montato anteriormente e la trazione all’avantreno. Erano disponibili un cambio automatico a tre rapporti e due cambi manuali, uno a quattro marce ed uno a cinque. La versione hatchback era prodotta a Kurashiki, in Giappone, mentre quella berlina a Normal, negli Stati Uniti. 

## La settima serie: 1993-1994

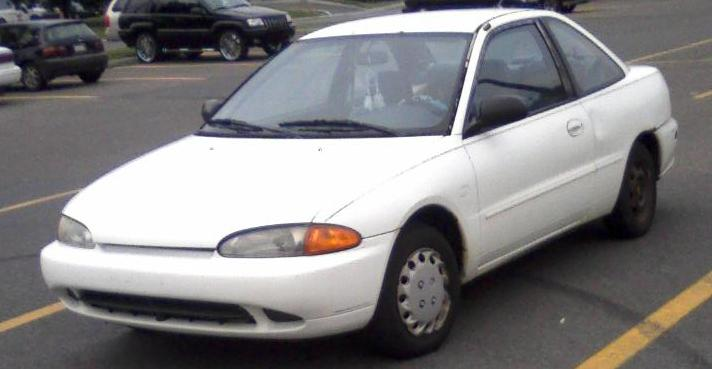
Una Plymouth Colt GL coupé

La settima generazione di Colt fu introdotta nel 1993. Era commercializzata anche con marchio Plymouth e Eagle. Come le precedenti, anche questa serie di Colt era una versione ottenuta tramite badge engineering dalla Mitsubishi Mirage/Lancer. La versione coupé di questa serie fu commercializzata solo in Nord America, dove le hatchback non erano molto popolari. Di questa generazione del modello non vennero commercializzate però versioni hartchback, ed oltre la coupé vennero prodotte solo le versioni berlina e furgonetta. Furono offerti tre livelli di allestimento, vale a dire quello base, il "GL" e l'"ES". I primi due furono offerti fin dall'inizio mentre l'ultimo, che era quello più sportivo, fu disponibile in un secondo momento.
I motori offerti furono due, entrambi a quattro cilindri in linea. Il primo aveva una cilindrata di 1,5 L, mentre il secondo di 1,8 L. Originariamente, il motore da 1,8 L fu disponibile solo sui modelli a quattro porte. Mentre le versioni sportive della sesta serie non furono più offerte per la settima generazione, nel 1994 fu invece disponibile la versione ES con motore da 1,8 L. Il motore più piccolo erogava 92 CV di potenza, mentre l'altro 113 CV. La precedente Colt familiare continuò ad essere prodotta fino al 1996, ma le altre versioni di Dodge Colt furono sostituite dalla Neon.
Gli altri nomi con cui fu commercializzata la settima serie della Dodge Colt furono Mitsubishi Mirage, Eagle Summit e Plymouth Colt. I modelli avevano il motore montato anteriormente e la trazione all’avantreno. Erano disponibili un cambio manuale a cinque rapporti due cambi automatici, uno a tre ed uno a quattro marce.

## Le competizioni
Similmente alla Mirage, la Colt ed i modelli cloni furono utilizzati nei rally sia negli Stati Uniti che all'estero. La Colt fu di gran lunga la più utilizzata tra i modelli "gemelli", partecipando a molti eventi sportivi tra gli anni settanta ed ottanta. Nel 1973 arrivò terza alla prima edizione dello Sno*Drift, ripetendo il risultato l'anno seguente e nel 1982.

## Le versioni collegate
Il nome Plymouth Cricket fu usato, insieme a Dodge Colt, sulle Galant vendute in Canada tra il 1973 ed il 1975 dopo che la Chrysler cessò di usare il primo nome citato per una versione rimarchiata di un modello basato sulla Hillman Avenger proveniente dal Regno Unito (e venduta in Nord America dal 1971 al 1973).
La Plymouth Arrow fu offerta dal 1976 al 1980 come versione rimarchiata della Mitsubishi Lancer Celeste. Essa non va però confusa con la Arrow commercializzata dal 1979.